# 牧元幸司
牧元 幸司（まきもと こうじ、1962年8月5日 - ）は、日本の農林水産官僚。農林漁業信用基金理事長。
宮崎県副知事、内閣官房内閣審議官、林野庁長官、農林水産省農村振興局長等を歴任。

## 来歴・人物
東京都出身。東京大学法学部在学中は緑の会に参加し、山中寅文の知遇を得た（緑の会で一学年上にいたのが阿部守一である）。大学卒業後、1985年農林水産省に入省し、鹿児島県喜界町や兵庫県農林水産部勤務をはじめ、総合食料局食品産業振興課外食産業室長、生産局畜産部食肉鶏卵課長、林野庁林政部企画課長などを歴任した。2011年2月17日付けで農林水産省大臣官房付に異動。
2011年3月2日、宮崎県の副知事に牧元をあてる人事案が県議会の賛成多数で可決され、牧元は同日付けで農林水産省を退職し、翌3月3日に副知事に就任した。宮崎県の副知事は、2010年10月に河野俊嗣が知事選出馬のため辞任して以降、空席となっていた。副知事としては、2010年に発生した口蹄疫の流行からの畜産業の復興に尽力した。
2018年7月林野庁長官に就任。2019年7月農林水産省農村振興局長に就任。2022年6月退職。
2023年4月1日、農林漁業信用基金理事長に就任。

## 年譜
- 1985年3月 - 東京大学法学部卒業
- 1985年4月 - 農林水産省入省（国家公務員上級甲種・法律）
- 1987年4月 - 喜界町役場[2]
- 1991年9月 - 農林水産省大臣官房文書課法令審査官
- 1993年4月 - 農林水産省食品流通局消費経済課課長補佐（総括及び総務班担当）
- 1994年9月 - 林野庁林政部森林組合課課長補佐（総務班担当)
- 1996年9月 - 兵庫県農林水産部農政企画室長
- 1999年4月 - 農林水産省大臣官房予算課課長補佐（予算編成班担当）
- 2000年4月 - 農林水産省大臣官房予算課課長
- 2002年1月 - 大臣官房企画評価課調査官
- 2003年1月 - 生産局総務課国際室長
- 2003年7月 - 大臣官房企画評価課政策研究管理官
- 2004年1月 - 総合食料局食品産業振興課外食産業室長
- 2004年7月 - 農林水産技術会議事務局先端産業技術研究課長
- 2006年1月 - 生産局畜産部食肉鶏卵課長
- 2008年4月1日 - 林野庁林政部企画課長
- 2011年2月17日 - 農林水産省大臣官房付
- 2011年3月2日 - 辞職
- 2011年3月3日 - 宮崎県副知事
- 2014年 - 林野庁林政部長
- 2016年 - 内閣官房内閣審議官
- 2017年 - 林野庁次長
- 2018年7月27日 - 林野庁長官
- 2019年7月8日 - 農林水産省農村振興局長
- 2022年6月28日 - 辞職
- 2023年4月1日 - 農林漁業信用基金理事長[1]

（経歴は「47行政ジャーナル」の人事データベース（2011年3月3日更新内容）を参照。）